# Rudolf Fuchs
Pour les articles homonymes, voir Fuchs.
Rudolf Fuchs, né le 5 mars 1890 à Podiebrad Autriche-Hongrie, aujourd'hui Poděbrady en République tchèque, et mort le 17 février 1942 à Londres au Royaume-Uni est un écrivain, poète, journaliste, et traducteur de langue allemande.

## Biographie
Rudolf Fuchs grandit à Poděbrady et est de langue maternelle tchèque. Il apprend l'allemand à l'âge de dix ans, et passe sa Matura à Prague et étudie à l'école de commerce. Employé dans des firmes pragoises, il commence une carrière littéraire et publie dans Die Aktion et dans les Weißen Blätter. 
Après la Première Guerre mondiale, il travaille comme traducteur à la chambre de commerce et d'industrie de Prague. Il est également critique d'art pour le journal germanophone Prager Tageblatt. Son bilinguisme lui permet de traduire des écrivains tchèques en allemand, notamment Petr Bezruč. Le 11 juin 1924, il est des écrivains qui suivent le cortège funèbre de Franz Kafka, au côté de Johannes Urzidil, Ludwig Winder, Friedrich Thieberger, Felix Weltsch, Oskar Baum, Max Brod. En 1939, avec la fin de la Tchécoslovaquie, il s'exile et émigre à Londres où il meurt en 1942.

## Ouvrages
- 1913, Der Meteor, poésies
- 1918, Die Karawane, poésies
- 1928, Aufruhr im Mansfelder Land, drame
- 1929, Kanitverstan, drame
- 1941, Gedichte aus Reigate, Londres, Barnard and Westwood
- 1943, Ein wissender Soldat, poésies et écrits posthumes, Londres, Die Einheit

## Sources
- (de) Wilhelm Sternfeld, Eva Tiedemann, 1970, Deutsche Exil-Litteratur 1933-1945 deuxième édition augmentée, Heidelberg, Verlag Lambert Schneider.
- (de) Johannes Urzidil, 1965, Da geht Kafka, Zurich, Artemis Verlag
- (de) Biographie de Rudolf Fuchs sur le site de l'Université de Bonn consacré à Kafka
- (en) Konstantin Kountouroyanis: Rudolf Fuchs: An Underestimated Cultural Intermediary and Social Critic in Times of Conflict, in: Humanities, Nr. 14/1, Basel 2025, S. 11–25